# 东湖泊州
东湖泊州（英語：Eastern Lakes）是南蘇丹曾经的一个州，位在該國中部。人口335,130人（2014年），首府伊羅勒，下轄11郡。

## 行政區劃
下轄11郡：
- Awerial North
- Malek
- 伊羅勒
- 北伊羅勒
- Aluakluak
- Ngop
- Awerial South
- Lou
- Abang
- Adior
- Madbar